# Act Blue
Act Blue Charities Inc., av organisationen skrivet ActBlue Charities, är en amerikansk politisk kampanjorganisation som samlar in partibidrag från privatpersoner inom gräsrotsrörelsen via internet för att användas av det demokratiska partiet vid olika valkampanjer.
I juli 2024 hade Act Blue totalt samlat in mer 14 miljarder amerikanska dollar sedan kampanjorganisationen grundades 2004 av Matt DeBergalis och Benjamin Rahn.

## Insamlade partibidrag
Insamlade partibidrag vid respektive årsslut enligt Federal Election Commission (FEC).
| År   | Insamlade partibidrag     |                           |
| ---- | ------------------------- | ------------------------- |
| 2004 | $911 934,40               | [ 6 ]                     |
| 2005 | $1 727 012,17             | [ 7 ]                     |
| 2006 | $419 580,55               | [ 8 ]                     |
| 2007 | $13 150 430,62            | [ 9 ]                     |
| 2008 | $40 198 816,34            | [ 10 ]                    |
| 2009 | $20 939 210,35            | [ 11 ]                    |
| 2010 | $42 296 204,91            | [ 12 ]                    |
| 2011 | $28 575 079,00            | [ 13 ]                    |
| 2012 | $121 119 607,09           | [ 14 ]                    |
| 2013 | $72 982 794,21            | [ 15 ]                    |
| 2014 | $203 718 311,99           | [ 16 ]                    |
| 2015 | $174 548 526,96           | [ 17 ]                    |
| 2016 | $505 359 517,22           | [ 18 ]                    |
| 2017 | $383 829 198,73           | [ 19 ]                    |
| 2018 | $852 422 624,73           | [ 20 ]                    |
| 2019 | $864 634 898,44           | [ 21 ]                    |
| 2020 | $3 378 461 598,34         | [ 22 ]                    |
| 2021 | $738 513 714,00           | [ 23 ]                    |
| 2022 | $1 450 030 521,41         | [ 24 ]                    |
| 2023 | Statistik ej tillgänglig. | Statistik ej tillgänglig. |